# Paul Cartuyvels
Pour les articles homonymes, voir Cartuyvels.
Le chevalier Marie-Guillaume-Paul Cartuyvels, né le 11 septembre 1872 à Saint-Trond et mort le 27 mars 1940 à Saint-Trond, est un homme politique belge. Il est le fils de Clément Cartuyvels.
Il est inhumé au cimetière de Braives, dans le caveau familial.

## Mandats
- Conseiller communal de Saint-Trond : 1921-1926
- Bourgmestre de Saint-Trond : 1927-1932
- Sénateur par l'arrondissement Hasselt-Tongres-Maaseik : 1921-1936